# Пад у рај (ТВ серија)
Пад у рај је југословенска телевизијска серија снимљена 2005. године на основу материјала истоименог филма.

## Епизоде
| Сезона | Епизода | Назив | Датум             |
| ------ | ------- | ----- | ----------------- |
| 1      | 1       | /     | 16. јануара 2005. |
| 1      | 2       | /     | 23. јануара 2005. |